# Hughligans
Les Hughligans sont une faction du Parti conservateur britannique au début du XXe siècle, dirigée par Hugh Cecil.

## Un groupe de jeunes députés conservateurs
Vers la mi-juin 1901, Hugh Cecil, fils cadet de Robert Gascoyne-Cecil, 3e marquis de Salisbury, trois fois premier ministre du Royaume-Uni, forme avec d'autres députés conservateurs un petit groupe qui se baptise lui-même les Hughligans, jeu de mots qui réunit le prénom de leur leader et le terme hooligan, « voyou ». En font partie le jeune Winston Churchill, Ian Malcolm, lord Percy, Arthur Stanley,, Ernest Beckett et Jack Seely.
Ces jeunes députés conservateurs privilégiés organisent des débats hebdomadaires avec les grands responsables politiques, conservateurs et libéraux. Leur indiscipline est critiquée.

## Des positions critiques
Les Hughligans critiquent la direction de leur propre parti et défendent la nécessité de réformes sociales. Ils réussissent à faire échouer le vote d'une loi permettant le remariage d'un veuf avec la sœur de son épouse décédée. En 1903, ils obtiennent de leur parti l'abandon d'un projet présenté par le ministre de la Guerre William Brodrick prévoyant l’augmentation de 15 % des crédits de l’armée de terre,. Ils sont partisans du libre-échange et s'opposent sur ce point à Joseph Chamberlain, alors secrétaire d'État aux Colonies, qui prône une augmentation des tarifs douaniers. L'opposition entre Hugh Cecil et Joseph Chamberlain est vive et devient une crise politique en 1904,.
Le jeune député Winston Churchill est membre du groupe des Hughligans jusqu'à ce qu'il quitte les rangs du parti conservateur pour intégrer ceux du parti libéral, le 31 mai 1904. Il est le seul membre de ce groupe à effectuer ce virage politique, les autres restent conservateurs.